# Clara Schroth-Lomady
Clara Schroth-Lomady (Filadélfia, 5 de outubro de 1920 - 7 de junho de 2014) foi uma ex-ginasta que competiu em provas de ginástica artística pelos Estados Unidos.
Foi a primeira medalhista norte-americana em uma edição olímpica da ginástica artística feminina. Junto as companheiras Ladislava Bakanic, Marian Barone, Consetta Carruccio-Lenz, Dorothy Dalton, Meta Elste-Neumann, Helen Schifano e Anita Simonis, foi superada pelas tchecas e húngaras, conquistando o bronze nas Olimpíadas de Londres, na única prova feminina disputada: a por equipes. Ao longo da carreira, conquistou ainda 39 títulos nacionais, incluídos onze na trave de equilíbrio, seis no concurso geral e cinco nas argolas femininas, evento este retirado do quadro de aparelhos das mulheres. Trabalhou, após aposentar-se das competições, com a U. S Gymnastics.